# Rétalap
Rétalap es un pueblo húngaro perteneciente al condado de Győr-Moson-Sopron, distrito de Győr.

## Superficie
Cuenta con una superficie de 13,20 kilómetros cuadrados.

## Demografía
Hasta 2023 la población era de 545 habitantes, con una densidad de población de 41,28 habitantes por kilómetro cuadrado.
| Gráfica de evolución demográfica de Rétalap entre 2018 y 2023 |
|                                                               |
| Datos según la Oficina Central de Estadística de Hungría.     |